# Patrik Isaksson
Patrik Isaksson (født 3. august 1972 i Husby, Stockholm, Sverige) er en svensk singer-songwriter, der i Danmark mest er kendt for duetten "Tilbage hvor vi var", som han indspillede med Christian Brøns. Isaksson har desuden skrevet "Du får göra som du vill", der i den danske version "Du Kan Gøre Hvad Du Vil" blev Brøns' første singlehit og den opnåede en førsteplads på Tjeklisten.
Debutalbummet När verkligheten tränger sig på udkom i 1999, men det er opfølgeren, Tillbaks på ruta 1, fra 2001, der har været Isakssons største albumsucces til dato. Isaksson har to gange medvirket i det svenske melodi grand prix, Melodifestivalen – i 2006 med sangen "Faller du så faller jag", der gik videre til semifinalen og endte som nummer 3. I 2008 stillede han igen op med "Under mitt tunna skinn", men opnåede kun en femteplads som ikke var nok til at komme i finalen med. I 2012 deltog han i Dansk Melodi Grand Prix i duet med Christian Brøns med sangen "Venter". Sangen blev nummer 3 blandt de deltagende.

## Diskografi

### Album
| År   | Titel                             | Placering | Placering |
| År   | Titel                             | Sverige   | Danmark   |
| ---- | --------------------------------- | --------- | --------- |
| 1999 | När verkligheten tränger sig på   | 3         | -         |
| 2001 | Tillbaks på ruta 1                | 1         | 8         |
| 2004 | Vi som aldrig landat              | 9         | -         |
| 200  | Patrik Isaksson                   | 6         | -         |
| 2008 | 10 år – En snäll mans bekännelser | 3         | -         |
| 2011 | No. 6                             | 28        | -         |

### Singler
| År   | Titel                                                                   | Placering            | Placering              | Placering            | Placering            | Placering          | Album                                                               |
| År   | Titel                                                                   | Singellisten Sverige | Svensk- toppen Sverige | Trackslisten Sverige | Singellisten Danmark | Tjeklisten Danmark | Album                                                               |
| ---- | ----------------------------------------------------------------------- | -------------------- | ---------------------- | -------------------- | -------------------- | ------------------ | ------------------------------------------------------------------- |
| 1999 | "Du får göra som du vill"                                               | 11                   | 15                     | 4                    | -                    | -                  | När verkligheten tränger sig på                                     |
| 1999 | "Hos dig är jag underbar"                                               | 9                    | 14                     | 5                    | -                    | -                  | När verkligheten tränger sig på                                     |
| 2000 | "Kom genom eld"                                                         | -                    | 11                     | 13                   | -                    | -                  | När verkligheten tränger sig på                                     |
| 2000 | "Kan du se mig"                                                         | -                    | 14                     | -                    | -                    | -                  | När verkligheten tränger sig på                                     |
| 2000 | "Det måste vara radion" (med Sahara Hotnights, LOK & Therese Grankvist) | 51                   | -                      | 5                    | -                    | -                  |                                                                     |
| 2000 | "Det som var nu" (med Marie Fredriksson)                                | 59                   | 13                     | 20                   | -                    | -                  | Äntligen - Marie Fredrikssons bästa (1984-2000) (Marie Fredriksson) |
| 2001 | "Ruta 1"                                                                | 14                   | 15                     | 9                    | -                    | -                  | Tillbaks på ruta 1                                                  |
| 2001 | "Tilbage til hvor vi var" (med Christian)                               | -                    | -                      | -                    | 1                    | 1                  | Tillbaks på ruta 1                                                  |
| 2002 | "Aldrig mer"                                                            | -                    | 11                     | 22                   | -                    | 7                  | Tillbaks på ruta 1                                                  |
| 2002 | "Låt det komma ut" (med Anders Glenmark)                                | -                    | 15                     | -                    | -                    | -                  | Alla dessa bilder (Anders Glenmark)                                 |
| 2002 | "Hur kan du lova mig"                                                   | -                    | 15                     | -                    | -                    | 14                 | Tillbaks på ruta 1                                                  |
| 2004 | "1985"                                                                  | -                    | 7                      | -                    | -                    | -                  | Vi som aldrig landat                                                |
| 2004 | "Innan dagen gryr"                                                      | 30                   | 12                     | -                    | -                    | -                  | Vi som aldrig landat                                                |
| 2004 | "Vi som aldrig landat"                                                  | -                    | 14                     | -                    | -                    | -                  | Vi som aldrig landat                                                |
| 2006 | "Faller du så faller jag"                                               | 12                   | 6                      | 10                   | -                    | -                  | Patrik Isaksson                                                     |
| 2006 | "Innan klockan slår" (med Dea)                                          | 8                    | 10                     | -                    | -                    | -                  | Patrik Isaksson                                                     |
| 2006 | "Vår sista dag"                                                         | -                    | 9                      | -                    | -                    | -                  | Patrik Isaksson                                                     |
| 2007 | "Du som tog mitt hjärta" (med Sarah Dawn Finer)                         | 45                   | 10                     | -                    | -                    | -                  | 10 år – En snäll mans bekännelser                                   |
| 2008 | "Under mitt tunna skinn" (Patrik Isaksson & Bandet)                     | 10                   | 5                      | 12                   | -                    | -                  | 10 år – En snäll mans bekännelser                                   |
| 2008 | "Elddon"                                                                | -                    | 14                     | -                    | -                    | -                  | 10 år – En snäll mans bekännelser                                   |
| 2008 | "Hjärtat vet mer än vi" (med Helen Sjöholm)                             | -                    | 5                      | -                    | -                    | -                  | 10 år – En snäll mans bekännelser                                   |
| 2010 | "Mitt Stockholm"                                                        | -                    | 12                     | -                    | -                    | -                  | No. 6                                                               |
| 2011 | "Du var den som jag saknat"                                             | -                    | -                      | -                    | -                    | -                  | No. 6                                                               |
| 2011 | "Säg mig"                                                               | -                    | 11                     | -                    | -                    | -                  | No. 6                                                               |

### Melodifestivalbidrag
- "Faller du så faller jag", 2006
- "Under mitt tunna skinn", 2008